# Осташевский, Евгений
Евгений Осташевский (англ. Eugene Ostashevsky; род. 9 сентября 1968, Ленинград) — американский поэт и переводчик российского происхождения.
С 1979 года живёт в США. Вырос в Бруклине, затем некоторое время жил и работал на западном побережье США, защитил в Стэнфордском университете диссертацию по сравнительному литературоведению, посвящённую понятию нуля в литературе и культуре Эпохи Возрождения (англ. Quintessence from nothingness: zero, platonism, and the renaissance; 2000). Вернувшись в Нью-Йорк, преподавал в Нью-Йоркском университете. Автор ряда научных публикаций, в том числе о поэме А. С. Пушкина «Гавриилиада», о поэзии Даниила Хармса и Александра Введенского. Затем преподавал в Берлине и Париже.
Опубликовал книги стихов на английском языке «Итература» (англ. Iterature; 2005), «Жизнь и воззрения DJ Спинозы» (англ. The life and opinions of DJ Spinoza; 2008), «Входит Моррис Импостернак, преследуемый ирониями» (англ. Enter Morris Imposternak Pursued by Ironies; 2010), «Пират, который не знал значения пи» (англ. The Pirate Who Does Not Know the Value of Pi; 2017). Переводы на русский язык, выполненные А.Заполем, публиковались в журналах «Воздух» и «TextOnly», в 2016 г. их отдельное издание выпущено Дмитрием Кузьминым.
Составитель и переводчик (совместно с Матвеем Янкелевичем) антологии поэзии, прозы и драматургии обэриутов (англ. OBERIU: An Anthology of Russian Absurdism; 2006). В 2013 году вышла первая книга текстов А. И. Введенского на английском языке (An Invitation for Me to Think), её подготовил Осташевский при участии Янкелевича. Перевёл также на английский язык книгу стихов Дмитрия Голынко (2008, совместно с Ребеккой Белла). Редактор англоязычного Избранного Аркадия Драгомощенко (Endarkenment: selected poems; 2014).